# Sasano
Sasano (em persa médio: s's'n; romaniz.: Sāsān; em parta: s'sn; romaniz.: Sāsān; em grego: Σασανος; romaniz.: Sasanos; em latim: Sasanus;em árabe: ساسان; romaniz.: Sasan) foi um persa do final do século II, o fundador epônimo da dinastia sassânida. Era pai de Pabeco e avô de Artaxer I (r. 224–242), primeiro xá do Império Sassânida

## Vida

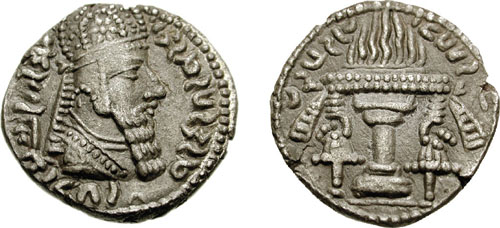
Dracma de r.

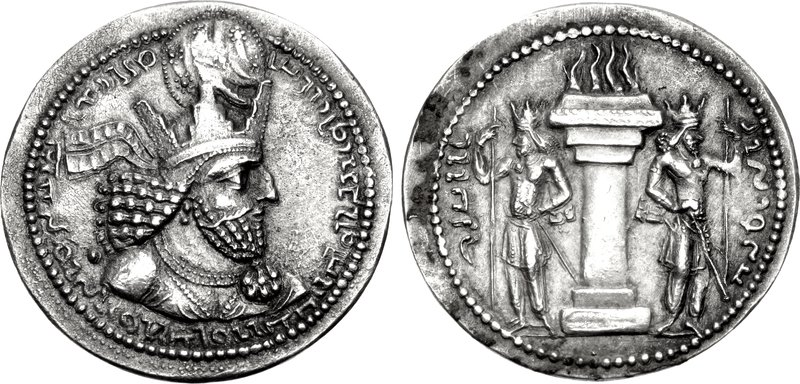
Dracma de r.

Para Tabari, era pai de Pabeco e avô de Artaxer I (r. 224–242), primeiro xá do Império Sassânida; duas genealogias são dadas pelo autor: numa era filho de Pabeco, filho de Sasano, filho de Pabeco, filho de M.h.r.m.s, filho de Sasano, filho de Bamanes, filho de Isfandiar, filho de Bistasbes, filho de Lurasbes, filho de Caiuaji, filho de Caimanuxes; noutra era filho de Pabeco, filho de Zarar, filho de Biafrides, filho de Sasano, filho de Bamanes, filho de Isfandiar, filho de Bistasbes, filho de Lurasbes. As genealogias citam Zarar e Biafrides, que são ligados não-historicamente aos arsácidas, e alguns dos lendários caiânidas. Tabari ainda afirma que Sasano era um guerreiro poderoso e corajoso cuja coragem e poder eram tamanhos que lutou sozinho com 80 dos homens mais fortes e valentes de Estacar e colocou-os a fugir, bem como era guardião do templo de fogo de Estacar chamado Anadide e devoto da perseguição e de atividades equestres. Ele casou-se com a bela e perfeita Rambaiste, oriunda da família real Bazranji de Pérsis.
Apesar dessas genealogias, outras fontes não apresentam material substancial que permita conclusões definitivas. A inscrição de Sapor I (r. 240–270), por exemplo, não cita Sasano como pai de Pabeco. Noutra narrativa, contida no Livro dos Feitos de Artaxer, Filho de Pabeco e a Épica dos Reis de Ferdusi e que parece ser a base da adaptação grega registrada por Agátias, Sasano casou-se com a filha do príncipe local Pabeco após ele saber que Sasano tinha sangue real aquemênida e da união nasce Artaxer. Os autores modernos tem se questionado se Sasano era avô de Artaxer, um ancestral remoto ou se, de fato, esteve ligado à linhagem de Pabeco. R. N. Frye sugeriu que Sasano era pai natural de Artaxer, mas por falecer antes da maioridade de seu filho, segundo a tradição zoroastrista, Pabeco adotou-o como seu filho, talvez após a morte de seu próprio filho Sapor.

Reino Indo-Parta

Vesta Sarkhosh Curtis sugeriu que Artaxer enalteceu o papel de Pabeco à ascensão dos sassânidas ao poder em detrimento de Sasano por questões propagandísticas. Embora filho do último, negou tal parentesco ao associar-se com Pabeco por receio de que a aristocracia da Pérsia o consideraria como estrangeiro, a julgar pela possível origem no Sacastão de seu ancestral e sua relação com os gondofáridas do extinto Reino Indo-Parta. Se tal relação estiver correta, Artaxer não inaugurou uma nova dinastia, sendo ao menos do lado paterno um arsácida. Para Touraj Daryaee, as fontes sassânidas não podem ser confiadas pois eram dos arquivos reais persas, que foram feitos pela corte, nas palavras de Daryaee, "para enquadrar a visão geral do mundo sassânida tardio". Daryaee e vários outros estudiosos afirma que Sasano tinha seu nome de uma deidade que foi conhecida em muitas partes da Ásia mas não em Pérsis, a terra natal dos sassânidas, o que significa que Sasano era um estrangeiro iraniano do Oeste ou do Leste que se assentou em Pérsis, cujos habitantes não sabiam sobre a deidade que acreditava. O Criação Original, que para Daryaee foi feito livremente e não pela corte persa, diz que Sasano era filho de Ueafrides e que sua filha de nome incerto mais tarde casou-se com Pabeco com quem teve Artaxer.